# Cronotop
Se cunoaște drept cronotop conexiunea dintre relațiile temporale și spațiale, asimilate într-un mod artistic în literatură. Pe scurt cronotop-legătura dintre timp și spațiu.